# Tom (Zeja)
Tom (rus. Томь) je rijeka u Rusiji, lijeva pritoka rijeke Zeje. Duga je 433 km, a površina porječja joj je 16,000 km2 Izvor joj je blizu granice između Amurske oblasti i Habarovskog kraja. Ulijeva se u Zeju (pritoku Amura) između Svobodnog i Blagoveščenska. Grad Belogorsk leži na Tomu.